# Henschel Hs 129
Die Henschel Hs 129 war ein einsitziges, zweimotoriges Schlachtflugzeug der Henschel Flugzeug-Werke, das speziell für diese Aufgabe entworfen wurde. Sie wurde während des Zweiten Weltkrieges zwischen 1942 und 1945 vor allem zur Panzerbekämpfung eingesetzt, was ihr den Spitznamen „Büchsenöffner“ einbrachte. Das Haupteinsatzgebiet war an der Ostfront. Von diesem Typ wurden 879 Einheiten hergestellt, die neben der deutschen Luftwaffe auch von der rumänischen Luftwaffe (62 Stück) eingesetzt wurden.

## Geschichte und Versionen

### Entwicklung
Das Technische Amt des Reichsluftfahrtministeriums schrieb im Jahr 1937 ein leichtes Schlachtflugzeug mit starker Bewaffnung und Panzerung aus. Gefordert wurde ein zweimotoriges Flugzeug zur Luftnahunterstützung mit mindestens zwei 20-mm-Kanonen und starker Panzerung (mindestens 75 mm Panzerglas) zum Schutz der Besatzung. An dieser Ausschreibung beteiligten sich neben Henschel auch der Hamburger Flugzeugbau, Focke-Wulf, die Gothaer Waggonfabrik und später noch Fieseler. Ende 1937 wurden Henschel und Focke-Wulf beauftragt, einen entsprechenden Prototyp zu entwickeln und zu fertigen. Focke-Wulf legte eine modifizierte Version der bereits im Einsatz befindlichen Fw 189 als Fw 189C vor, Henschel einen als P 46 bezeichneten Entwurf. Beide Flugzeuge schnitten in Vergleichstests extrem schlecht ab, was vor allem auf die gravierende Untermotorisierung zurückzuführen war. Der von Henschels Chefkonstrukteur Friedrich Nicolaus ausgearbeitete und später als Hs 129 bezeichnete Entwurf wies die kleinstmöglichen Abmessungen auf, um eine kleine Beschussfläche zu bieten. Der trapezförmige Rumpfquerschnitt beschränkte sich zum Beispiel auf die maximale Pilotenbreite. Der Pilot saß in einer Panzerkabine, die durch bis zu 12-mm-Stahlbleche und 75 mm Panzerglas geschützt war. Die Entscheidung fiel letztlich nur deswegen für den Henschel-Entwurf, weil die Produktionskosten nur zwei Drittel der Kosten der Focke-Wulf betrugen.

### Hs 129 V1 bis V3
Der Prototyp Hs 129V1 (Werknummer 129 3001, Kennzeichen D–ONUD) startete am 26. Mai 1939 in Schönefeld zum Erstflug. Er wurde von zwei Argus As 410-A-0 V12-Motoren angetrieben, die jeweils 430 PS leisteten. Es wurden zwei weitere Prototypen gebaut. Die V2 (Wnr. 129 3002, Knz. TF+AN) flog am 30. November des Jahres erstmalig, ging während der Erprobung aber bereits am 5. Januar 1940 durch Absturz verloren, wobei der Pilot Horst Petersdorff ums Leben kam. Die V3 (Wnr. 129 003, Knz. TF+AO) wurde mit zwei verbesserten As 410 A-1 mit jeweils 465 PS ausgerüstet und absolvierte den Erstflug am 2. April 1940. Die weitere Erprobung wurde mit den zwei verbliebenen Prototypen fortgesetzt und war bei Kriegsbeginn noch nicht abgeschlossen.

### Hs 129 A-0
Trotz nicht abgeschlossener Flugerprobung wurde mit der Serienproduktion begonnen, und 20 Vorserienmaschinen vom Typ Hs 129 A-0 kamen im Spätsommer 1940 in die Truppenerprobung. Sie wurden von der Luftwaffe ein halbes Jahr später mit einer vernichtenden Beurteilung ans Werk zurückgegeben. Besonders bemängelt wurden die schwachen Flugleistungen und die enge Kabine, die zudem eine schlechte Sicht bot. Die schlechten Sichtverhältnisse machten effektive Bodenangriffe sehr schwer, für groß gewachsene Piloten sogar unmöglich.

### Hs 129 A-1
Die stärker motorisierte Hs 129 A-1 wies mit ihren beiden Argus-As-410-A-1-Motoren jedoch kaum verbesserte Flugleistungen auf. Die unverändert schlechten Sichtverhältnisse waren ein weiterer Grund dafür, dass die Luftwaffe sie nicht abnahm. Die Bewaffnung allerdings entsprach den Spezifikationen. Die Maschine trug an jeder Rumpfseite eine 20-mm-Bordkanone MG FF und knapp darunter in der Tragflügelwurzel je ein 7,92-mm-Maschinengewehr MG 17.

### Hs 129 B-1

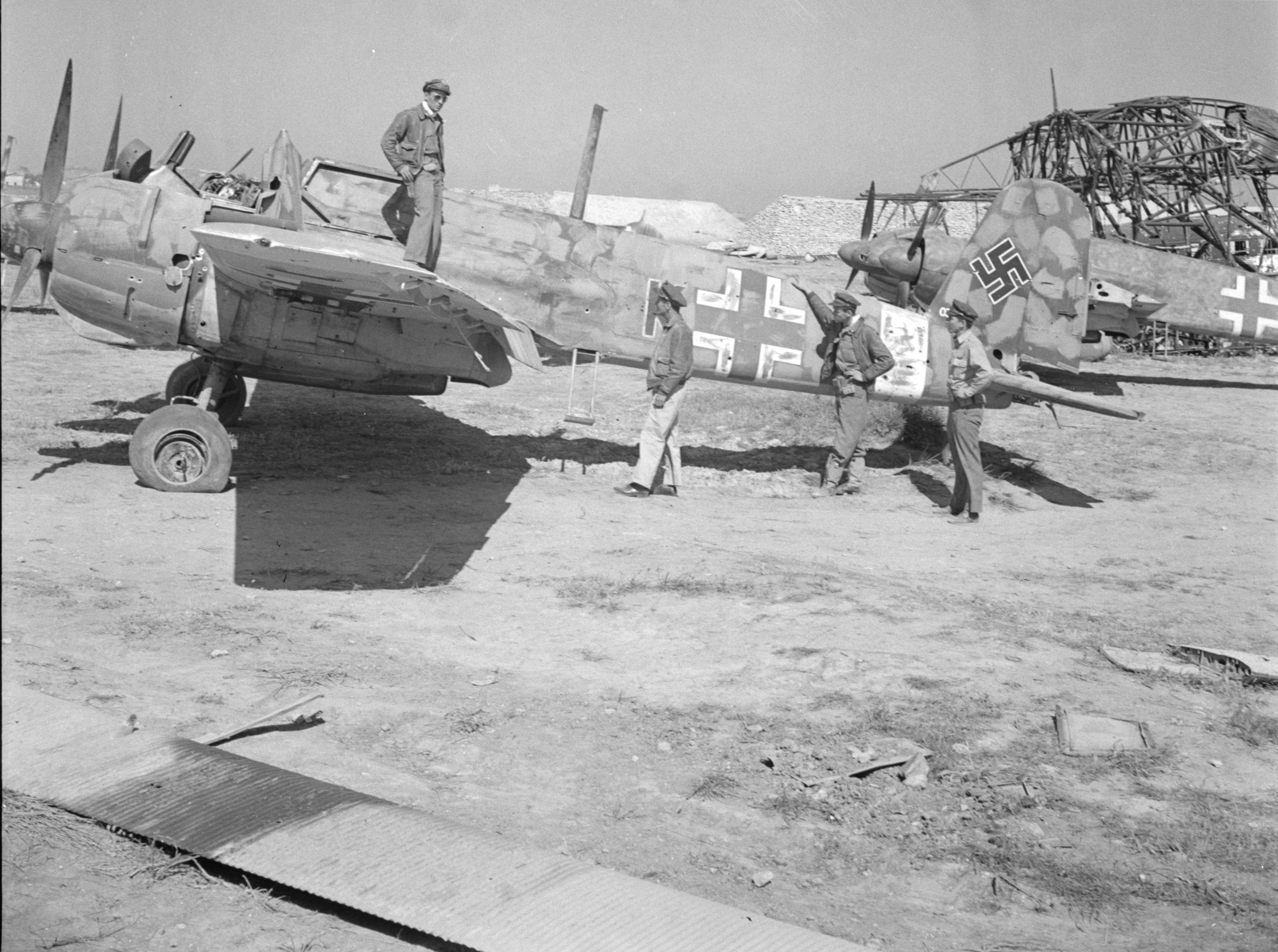
Zwei Hs 129 B-2 der 8./Sch.G 2 (ehemals 5./Sch.G 1) in Tunis im Mai 1943. Im Vordergrund „Rote K“ (Werk-Nr. 0326)

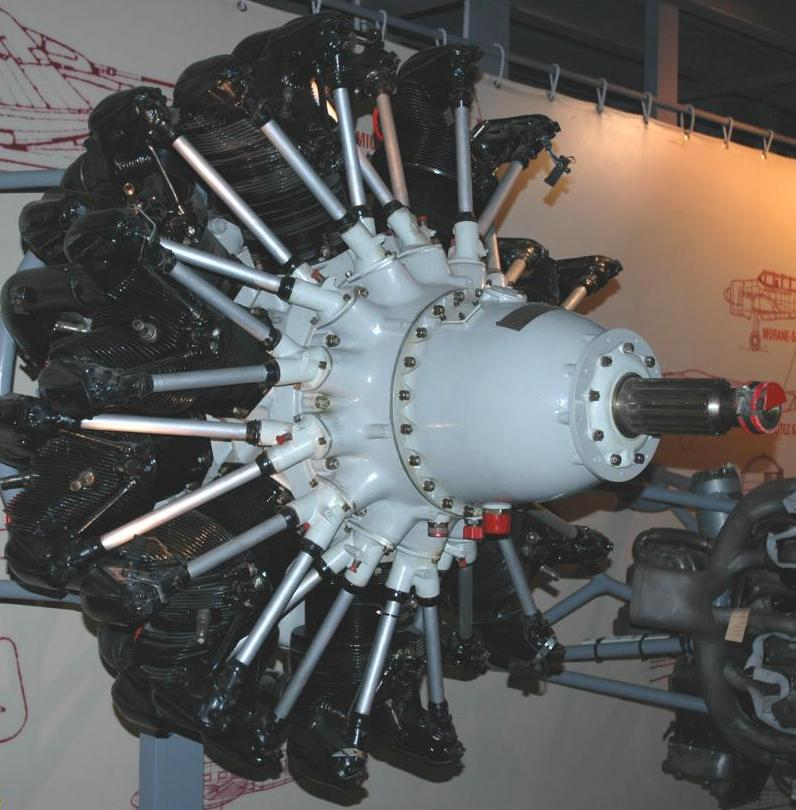
Gnome-Rhône M5

Erst die Hs 129 B-1 genügte den Anforderungen der Luftwaffe. Sie war mit in Frankreich in großer Zahl erbeuteten Gnome et Rhône-14M-4/5-Sternmotoren ausgerüstet. Zusätzlich wies sie eine neu konstruierte Panzerkabine und größere Fenster auf. Ihr Serienbau lief im Dezember 1941 an. Allzu große Erfolge konnten die Maschinen jedoch nicht erzielen, da sich die Gnome-Rhône-Motoren als sehr störanfällig erwiesen. Die als zweite Einsatzstaffel mit der B-Variante ausgerüstete und beim Afrikakorps eingesetzte 4. Staffel des Schlachtgeschwaders 2 (4./Sch.G.2) verlor schon bei der Verlegung von Dęblin-Irena in Polen nach Nordafrika drei ihrer zwölf Maschinen durch Motorschäden. Nach drei Einsätzen, bei denen weitere zwei Maschinen aus dem gleichen Grund verloren gingen, überstellte die Einheit ihre verbleibenden Flugzeuge zur Überholung nach Tripolis. Eine zweite später nach Tunis verlegte Staffel (8./Sch.G.2) operierte mit einem Bestand zwischen 7 und 16 Maschinen erfolgreicher.
Durch den Austausch der MG-FF-Maschinenkanone gegen das MG 151, meist im Kaliber 20 mm, und verschiedene Rüstsätze nahm die Durchschlagskraft der Bordwaffen bei den B-Versionen stetig zu. Der Rüstsatz 1 (R1) enthielt entweder zwei 50-kg-Bomben oder zwei Sätze mit jeweils 48 SD-2-Splitterbomben, der R2 bestand aus einer 30-mm-Maschinenkanone MK 101 mit 30 Schuss unter dem Rumpf, der R3 aus vier unverkleidet unter dem Rumpf angebrachten MG 17 mit jeweils 250 Schuss, und der R4 enthielt verschiedenste kleine Bomben, wobei die vier Kilogramm schweren SD-4 HL Hohlladungsbomben beste panzerbrechende Eigenschaften aufwiesen (nach anderen Angaben eine 250-kg-Bombe SC 250 oder vier 50 kg SC 50). Mit dem Rüstsatz R5, der entweder ein Reihenbildgerät Rb 20/30 oder Rb 50/30 umfasste, wurde die Hs 129 B-1 für Aufklärungseinsätze genutzt.

### Hs 129 B-2
Diese Variante der Hs 129 erhielt die MK 103-Maschinenkanone zur Panzerbekämpfung als Serienausstattung. Die Durchschlagskraft der MK 103 übertraf die der MK 101 aus dem Rüstsatz 2 deutlich. Alternativ verwendete man die 37-mm-BK-3,7, die auch bei der Ju 87 G Verwendung fand.

### Hs 129 B-3
Es stellte sich heraus, dass die Bewaffnung der Hs 129 B-1 die Panzerung der neuen sowjetischen Panzer nicht durchschlagen konnte. Aus diesem Grund schuf man die Hs 129 B-3, die unter dem Rumpf eine mit einer größeren Mündungsbremse modifizierte 7,5-cm-PaK 40L trug. Die 26 Schuss der PaK 40L wurden elektro-pneumatisch nachgeladen. Die Waffe hatte eine Kadenz von 40 Schuss pro Minute. Diese Variante der Hs 129 wurde ab Herbst 1944 ausgeliefert. Ungefähr 25 Stück der Hs 129 B-2 wurden zur B-3 umgebaut. Die Kanone erwies sich als zu groß für das Flugzeug. Der starke Rückstoß führte teils zu unkontrollierbaren Flugzuständen, bei denen die Waffe abgeworfen werden musste.

### Hs 129C
Diese Version der Hs 129 erreichte nie die Serienreife. Es existierten Pläne, V12-Motoren Isotta Fraschini Delta IV mit 840 PS (626,8 kW) zu installieren. Außerdem sollte das Flugzeug mit einer Art Geschützstand unter dem Rumpf ausgestattet werden, der eine vom Piloten eingeschränkt seitlich ausrichtbare Zwillings-MK-103 enthalten sollte. Da die italienischen Motoren nicht verfügbar waren, scheiterte das Projekt.

### Hs 129D (Projekt)
Diese Version existierte nur als Projektplanung, um die Leistungsfähigkeit der Hs 129 deutlich zu erweitern. Vorgesehen wurde der Einbau von entweder zwei Junkers Jumo 211-Triebwerken mit 1100 PS, welche auch in der Ju 87 B eingebaut waren oder zwei BMW 801-Doppelsternmotoren. Zu einem Einbau oder Versuchen auf dem Prüfstand kam es nicht mehr.

## Produktion
Der Serienbau der Hs 129 B lief von November 1941 bis September 1944. Alle Flugzeuge wurden bei den Henschel Flugzeugwerken gebaut. Die Versuchsmuster sind im Werknummernkreis der A-0 beinhaltet. Die drei Umbauten aus B-2 in B-3 wurde im September 1944 ausgeliefert.
Bauzahlen der Hs 129 bis 30. September 1944:
| Version     | Summe |
| ----------- | ----- |
| A-0         | 20    |
| B-1         | 50    |
| B-2         | 792   |
| B-3         | 20    |
| B-3 (Umbau) | (3)   |
| Summe       | 882   |

## Einsatz
Das am 18. Oktober 1943 anfangs nur mit der IV. Gruppe aufgestellte Schlachtgeschwader 9, flog in der 10. bis 14. Staffel mit der Hs 129. Nominell mit 12 Maschinen je Staffel ausgestattet, ergab das unter Berücksichtigung des Gruppenstabes eine Sollstärke von 62 Hs 129. Das Geschwader verwendete die Hs 129 in der Variante B-2, die speziell zur Panzerjagd eingesetzt wurde. Das Geschwader wurde während seiner gesamten Bestehenszeit im Deutsch-Sowjetischen Krieg eingesetzt, immer an den Brennpunkten der Ostfront. Da der Bedarf an Panzerjägerstaffeln überall groß war, wurde es staffelweise an verschiedenen Bereichen der Ostfront aufgeteilt. So stand die 12. Staffel im Februar im Bereich des Seefliegerführer Schwarzes Meer der Luftflotte 4. Im Juni 1944 waren vier Staffeln des Geschwaders unter dem Kommando der Luftflotte 4 im Bereich der Heeresgruppe Süd, davon die 10. und die 14. Staffel beim I. Fliegerkorps und die 12. und 13. Staffel beim VIII. Fliegerkorps. Die 11. Staffel war zu diesem Zeitpunkt bereits aus dem Gruppenverband ausgeschieden und dem Erprobungskommando 26 zugeteilt worden. Im Frühjahr 1945 focht die IV. Gruppe unter dem Kommando der 18. Fliegerdivision des Luftwaffenkommandos 4.

## Militärische Beurteilung
Die Hs 129 war an der Ostfront eine nützliche Waffe, um insbesondere die vielen T-34 bekämpfen zu können. Weil das Flugzeug ohne Heckschützen konzipiert war und zudem bei einer Höchstgeschwindigkeit von etwa 400 km/h von jedem sowjetischen Jagdflugzeug eingeholt werden konnte, wurde meist Jagdschutz benötigt.

## Technische Daten

Dreiseitenansicht der Henschel Hs 129 B

| Kenngröße             | Daten Hs 129 B-1/R3                                                    | Daten Hs 129 B-3                                                       |
| --------------------- | ---------------------------------------------------------------------- | ---------------------------------------------------------------------- |
| Länge                 | 9,75 m                                                                 | 9,75 m                                                                 |
| Höhe                  | 3,25 m                                                                 |                                                                        |
| Spannweite            | 14,20 m                                                                | 14,20 m                                                                |
| Flügelfläche          | 29,00 m²                                                               | 29,00 m²                                                               |
| Flügelstreckung       | 7,0                                                                    | 7,0                                                                    |
| Leermasse             | 3810 kg                                                                | 4063 kg                                                                |
| max. Startmasse       | 5110 kg                                                                | 5230 kg                                                                |
| Triebwerke            | 2 × Gnôme et Rhône 14M-04/05 14-Zylinder-Sternmotoren; 700 PS (515 kW) | 2 × Gnôme et Rhône 14M-04/05 14-Zylinder-Sternmotoren; 740 PS (544 kW) |
| Höchstgeschwindigkeit | 407 km/h in 3830 m                                                     | 400 km/h                                                               |
| Reisegeschwindigkeit  |                                                                        |                                                                        |
| Steigleistung         |                                                                        | 37 min/8000 m                                                          |
| Einsatzreichweite     | 560 km                                                                 | 780 km                                                                 |
| Dienstgipfelhöhe      | 9000 m                                                                 | 9000 m                                                                 |
| Bewaffnung            | 2 × 20-mm-MG 151/20, 2 × 7,92-mm-MG 17, 1 × 30-mm-MK 101               | 1 × 75-mm-BK 75 PaK 40 Kanone, 2 × 13-mm-MG 131                        |